# شادمرادمحله (کلاچای)
شادمرادمحله یک روستا در ایران است که در بخش کلاچای شهرستان رودسر در استان گیلان واقع شده‌است.

## جمعیت
این روستا در دهستان ماچیان قرار دارد و براساس سرشماری مرکز آمار ایران در سال ۱۳۸۵، جمعیت آن ۱۲۲ نفر (۳۷ خانوار) بوده‌است.